# Filip Benko
Filip Benko, född 4 mars 1986 i Stockholm, är en svensk skådespelare med kroatisk bakgrund.
Samtidigt som Benko studerade på gymnasiet spelade han in sin första långfilm 2004, Sandor slash Ida baserad på boken med samma namn av Sara Kadefors, där han spelade Sandors äldre bror, Aron. Efter sin första film spelade Benko in ett fåtal kortfilmer tills regissören Ivica Zubak ville ha med honom som huvudrollen i sin debutlångfilm, Knäcka. Kort därpå fick Benko rollen som Markus Niklasson i TV-serien Andra Avenyn.[källa behövs] Benko har även medverkat i UR:s serie Justitia, i avsnittet om sexualbrott.
Benko studerade data- och systemvetenskap på Kungliga Tekniska högskolan åren 2004–2008 och talar svenska, engelska, kroatiska, serbiska och bosniska flytande.

## Filmografi
- Strandvaskaren - Student (2004)
- Sandor slash Ida - Aron (2004)
- Livet enligt Rosa - Tompa (2005)
- La-la-land - Eric (2007)
- Vildsvinet - Arvid (2007)
- Andra Avenyn - Marcus (2008)
- Knäcka - Goran (2009)
- Crno-bijeli svijet – 442 do Beograda (2015)
- Maria Wern – Smutsiga avsikter (2016)
- 2017 – Innan vi dör (TV-serie)

## Nomineringar och priser
- Aftonbladets TV-pris - Nominerad - Bästa manliga skådespelare 2008[3]
- Cosmopolitan Sverige - #2 av "Sveriges top 10 sexigaste män 2010"[4]